# フランス・プルビュス (父)
フランス・プルビュス（Frans Pourbus de Oudere、1545年 - 1581年9月19日）はフランドルの画家である。歴史画や風俗画、肖像画を描いた。同名の画家の息子、フランス・プルビュス（Frans Pourbus de Jongere: 1569-1622）と区別するために「年長のプルビュス(Pourbus de Oudere)」と呼ばれることがある。

## 略歴
ブルッヘで生まれた。父親のピーテル・プルビュス(Pieter Jansz. Pourbus: c.1523-1584)はゴーダ生まれの画家でブルッヘで画家、地図製作者として働いた人物である。父親から絵を学び、15歳で父親の工房の主任になった。1564年までにはアントウェルペンで大規模な工房を開いていたフランス・フロリスの弟子になった 。16世紀末にネーデルランドの画家の伝記を著したファン･マンデルによれば、1566年に師匠のフロリスがしたようにイタリアに修行するつもりで、アントウェルペンを旅立ったが、ヘントで働いていたフロリスの弟子であった画家、Lucas d'Heere(1534 – 1584)のもとに滞在した後、イタリア行きを止めた。アントウェルペンに戻った後、1568年にフランス・フロリスの兄の建築家、コルネリス・フロリスの娘と結婚し、アントウェルペンの聖ルカ組合の会員になった。フロリスの弟子のクリスペイン・ファン・デン・ブルーク(Chrispijn van den Broeck: c.1523-c.1591)とフロリスが亡くなった時、フロリスが未完で残した祭壇画を完成させたとされる。
宗教画や風俗画を描き、富裕な市民層などの肖像画も描いた。
息子のフランス・プルビュスも肖像画家として有名になり、イタリアやフランスの宮廷の人物を描いた。

## 作品

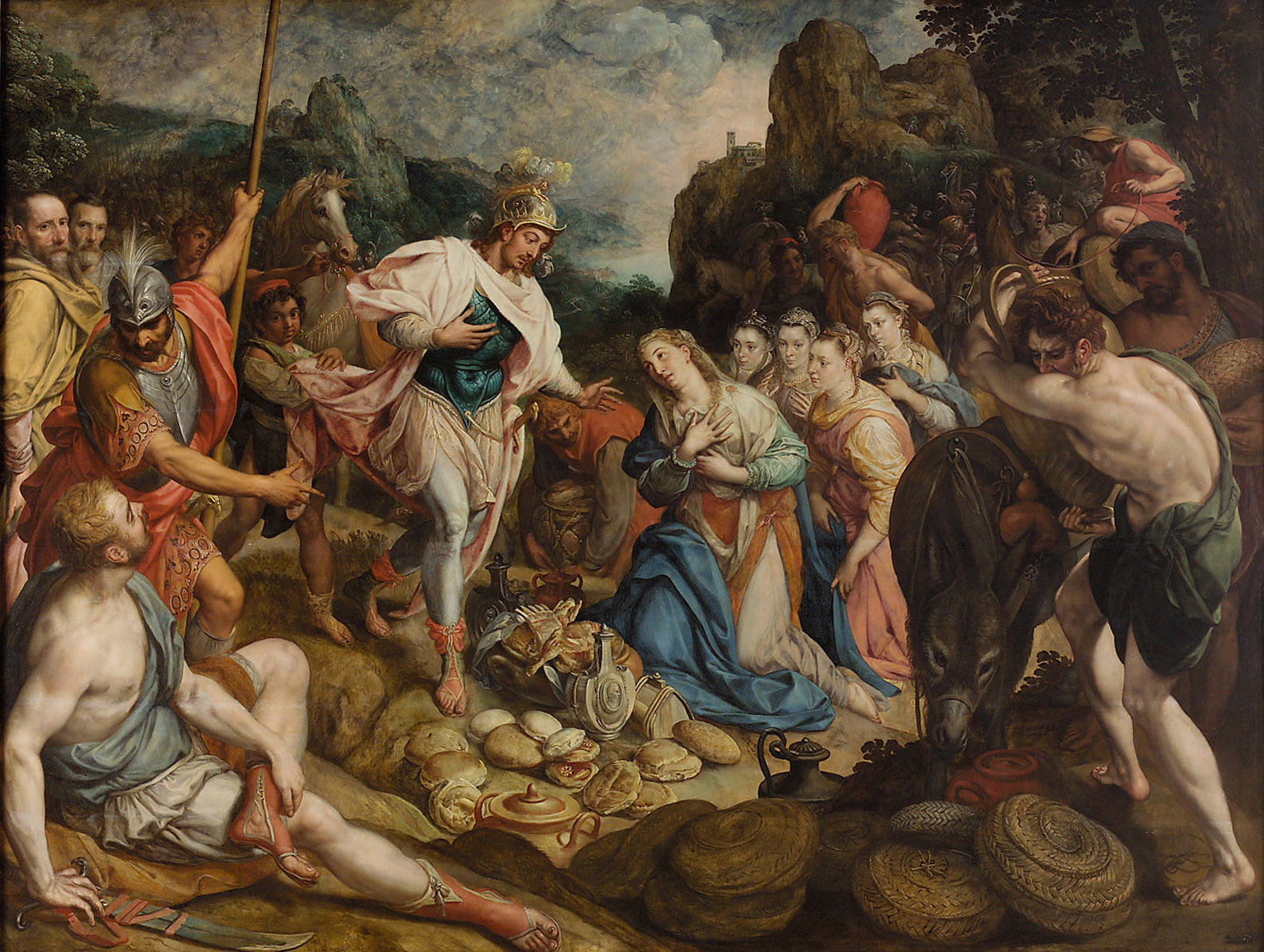
ダビデとアビガイル(1570/1580) 美術史美術館蔵
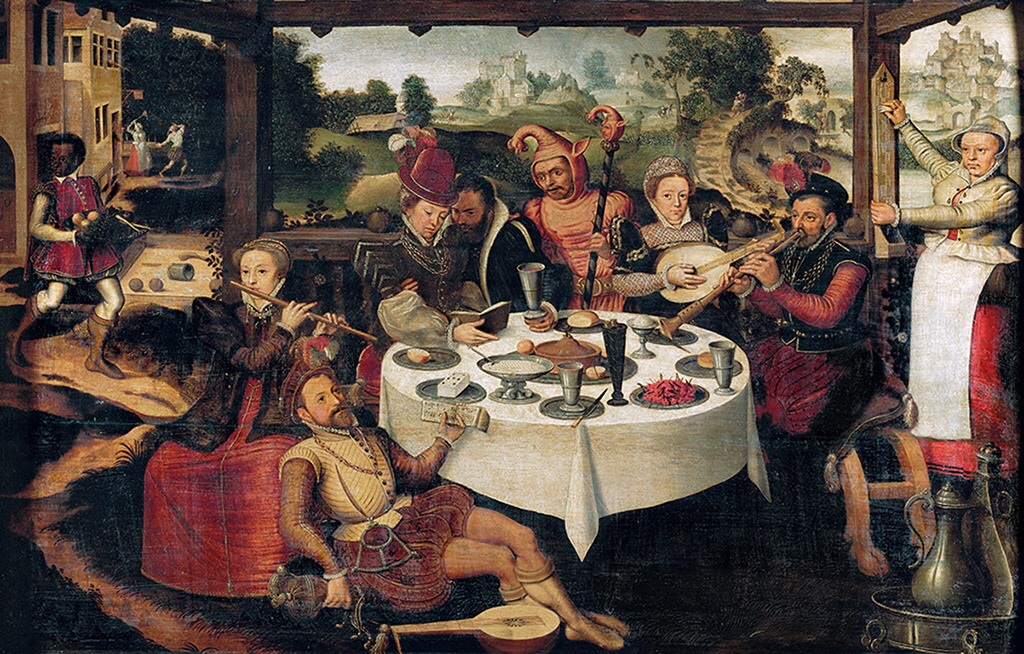
放蕩息子と遊女 マイヤー・ファン・デン・ベルグ美術館蔵
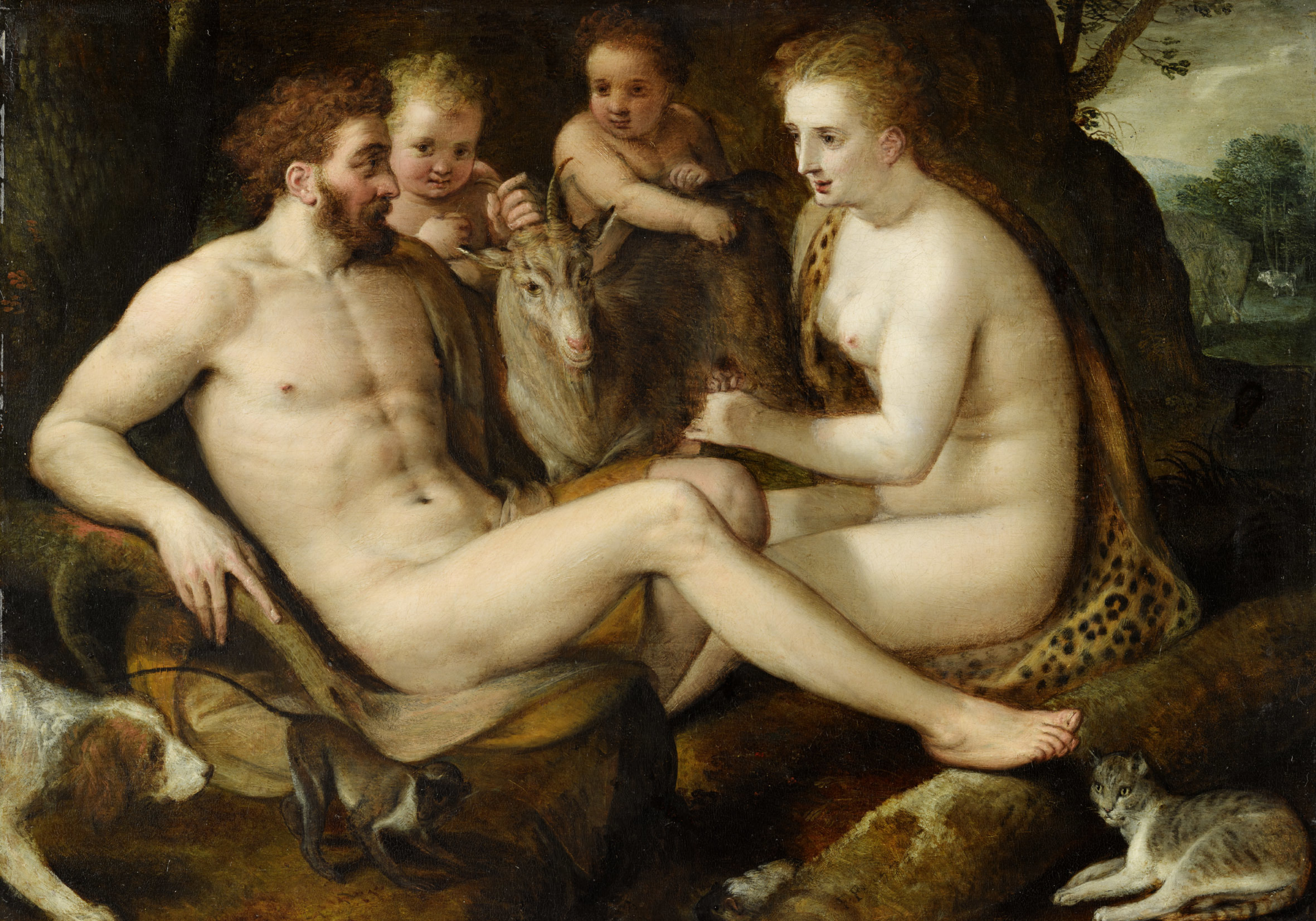
アダムとイブ(1570s) Residenzgalerie 蔵

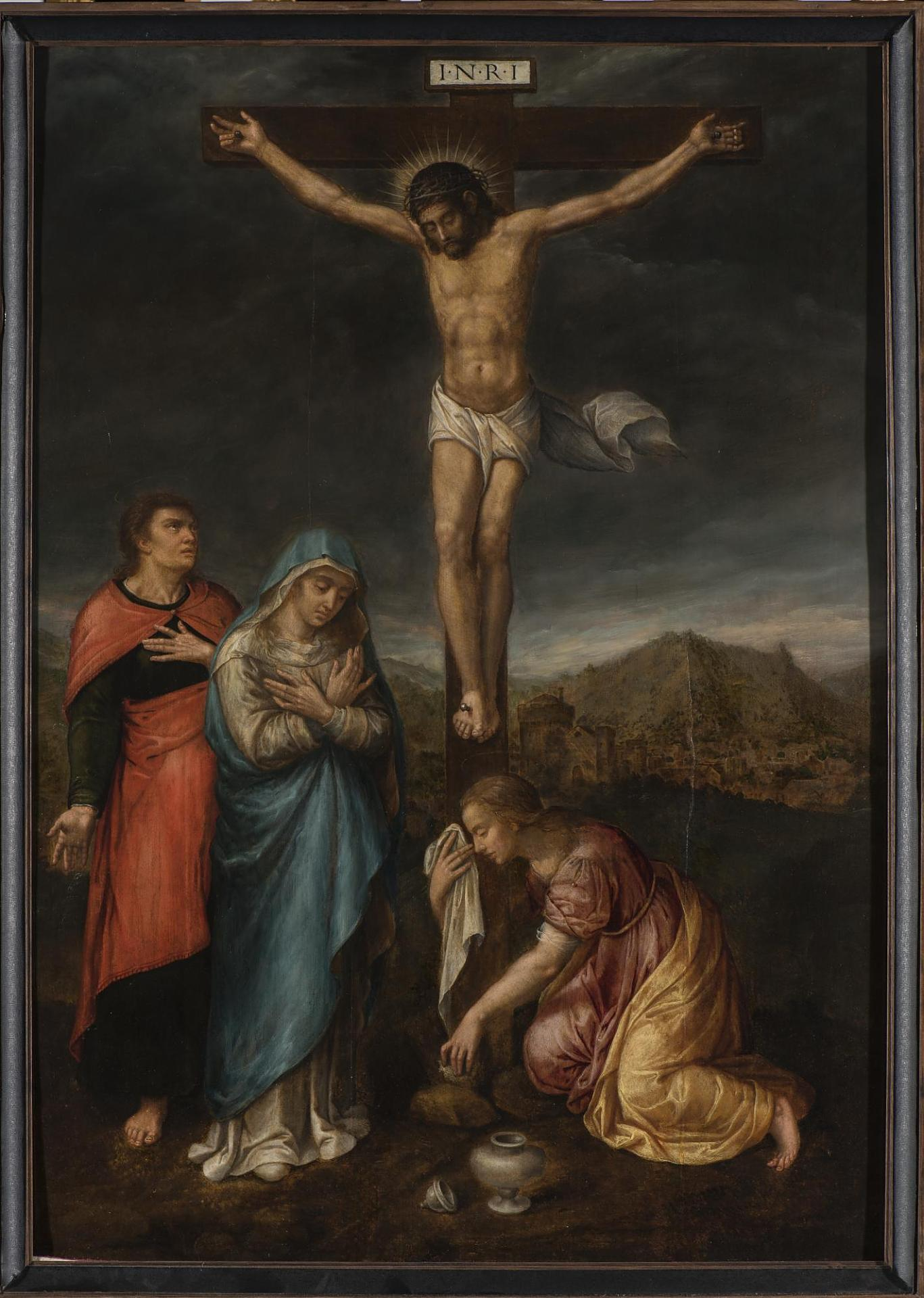
十字架のキリストと聖母マリア、聖ヨハネ、マグダラのマリア エルミタージュ美術館蔵
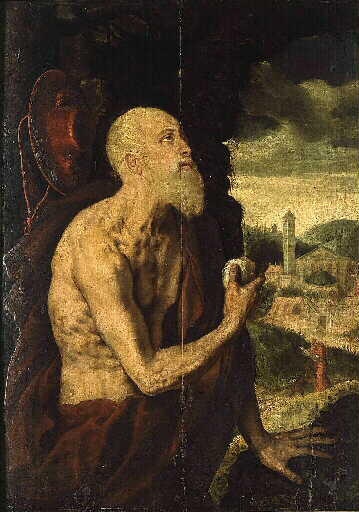
ヒエロニムス
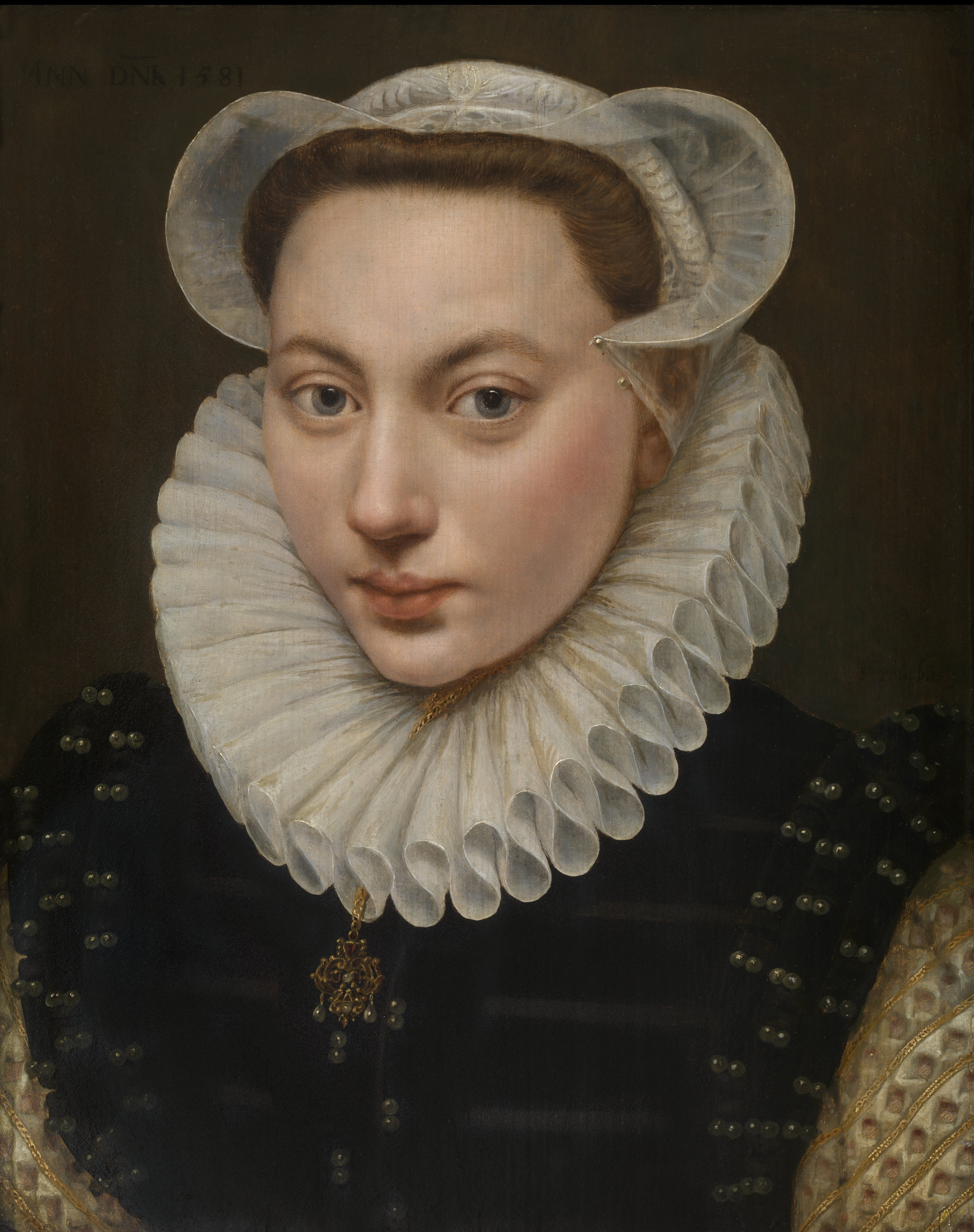
若い女性の肖像画 ヘント美術館蔵
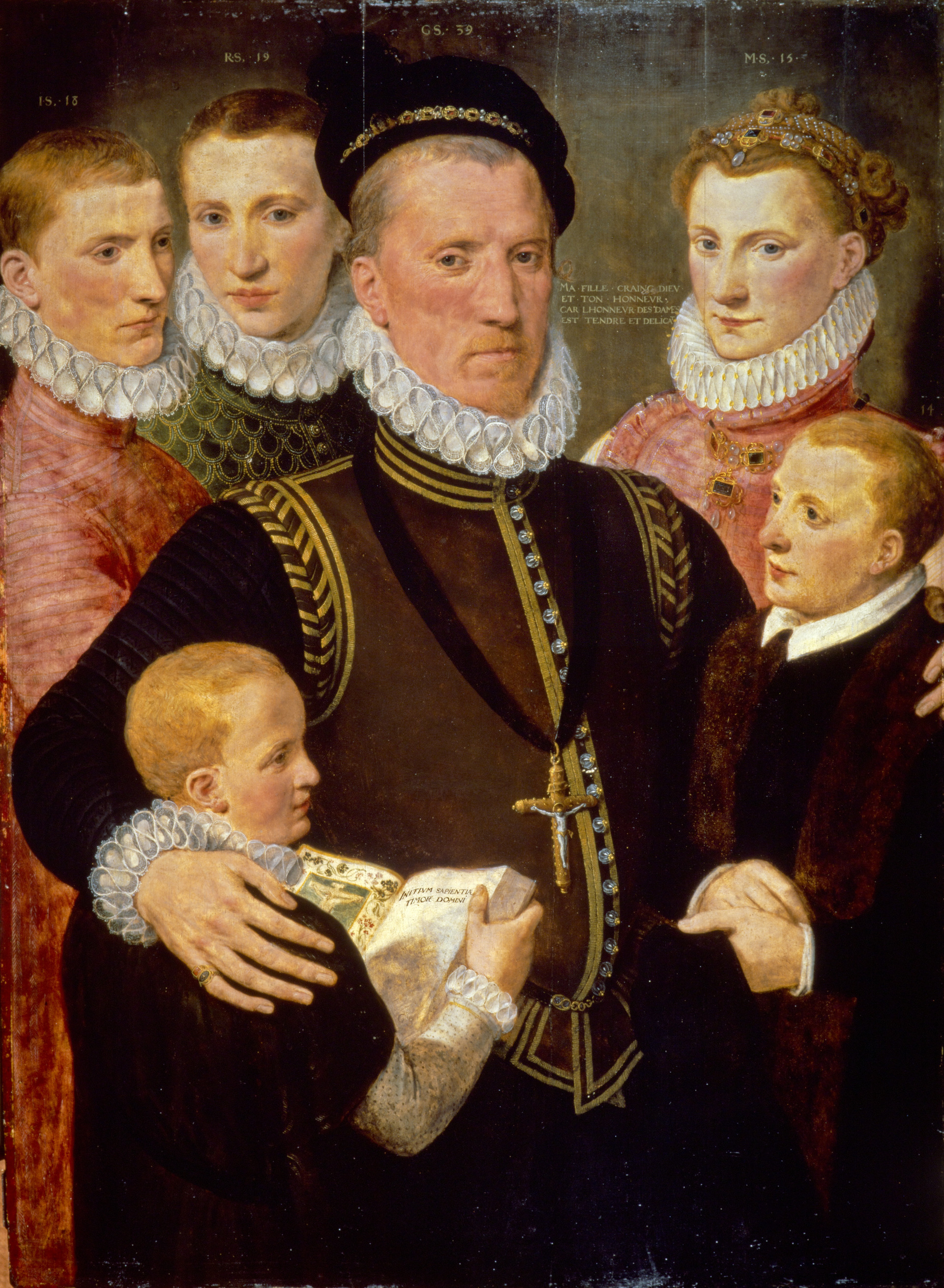
セトン卿（スコットランド貴族）とその家族 スコットランド国立美術館蔵